# Adega Cartuxa
A Adega Cartuxa é uma empresa portuguesa produtora de vinhos e azeites, propriedade da Fundação Eugénio de Almeida. A empresa produz uma vasta gama de vinhos alentejanos brancos, tintos e rosé. Entre os vinhos produzidos estão os vinhos regionais alentejanos EA, Vinea e Scala Coeli e os vinhos de Denominação de Origem Controlada (DOC) Foral de Évora, Cartuxa Espumante, Vinho de Talha, Cartuxa,  e Pêra Manca. Os vinhos brancos são obtidos principalmente a partir das castas alentejanas Roupeiro, Antão Vaz e Arinto, enquanto os vinhos tintos são obtidos a partir das castas Aragonez, Trincadeira e Tinta caiada.
A adega situa-se na Quinta de Valbom, próxima de Évora e adjacente ao Convento da Cartuxa. Parte da adega está instalada no refeitório da Casa de Repouso dos Jesuítas. Após a Expulsão dos jesuítas de Portugal em 1759, a quinta passou para propriedade do Estado. Em 1776 começou a funcionar como lagar de vinho, dominando a produção da região. No século XIX, a propriedade foi adquirida pela família Eugénio de Almeida. Atualmente, a Adega Cartuxa possui uma área de vinha de mais de 300 hectares, distribuídos por várias herdades. A produção anual é de cerca de 4 milhões de garrafas.